# 揚克斯 (紐約州)
揚克斯（英語：Yonkers）是美国纽约州西徹斯特郡的一座城市，位於哈德遜河的東岸。